# جون إي. سكوت
جون إي. سكوت (بالإنجليزية: John E. Scott)‏ هو سياسي أمريكي، ولد في 24 يوليو 1939. حزبياً، نشط في الحزب الديمقراطي. وقد انتخب عضو مجلس ولاية ميزوري.